# Christopher I. Beckwith
Christopher I. Beckwith (* 23. Oktober 1945 in Stambaugh, Michigan) ist ein US-amerikanischer Professor für Central Eurasian Studies an der Indiana University in Bloomington, Indiana. 1968 machte er seinen B.A. in Chinesisch an der Ohio State University, 1974 seinen M.A. in Tibetisch am Department of Uralic and Altaic Studies der Indiana University und 1977 seinen Ph.D. in Inner Asian Studies ebenfalls an der Indiana University. Sein besonderes Interesse gilt der Frühgeschichte Zentralasiens sowie der ethnolinguistischen Frühgeschichte Zentraleurasiens und Ostasiens.
1986 wurde er MacArthur Fellow.

## Veröffentlichungen (Auswahl)
- Greek Buddha. Pyrrho’s Encounter with Early Buddhism in Central Asia. Princeton University Press, Princeton NJ u. a. 2015, ISBN 978-0-691-16644-5 (Inhaltsverzeichnis).
- Warriors of the Cloisters. The Central Asian Origins of Science in the Medieval World. Princeton University Press, Princeton NJ u. a. 2012, ISBN 978-0-691-15531-9.
- Empires of the Silk Road. A history of Central Eurasia from the Bronze Age to the present. Princeton University Press, Princeton NJ u. a. 2009, ISBN 978-0-691-13589-2.
- Phoronyms. Classifiers, class nouns, and the pseudopartitive construction (= Berkeley Insights in Linguistics and Semiotics. 68). Lang, New York NY u. a. 2007, ISBN 978-1-4331-0139-7.
- Koguryo. The Language of Japan’s Continental Relatives (= Brill’s Japanese Studies Library. 21). Brill, Leiden u. a. 2004, ISBN 90-04-13949-4.
- als Herausgeber: Medieval Tibeto-Burman languages (= Brill’s Tibetan Studies Library. 2, 6). Leiden u. a. 2002, ISBN 90-04-12424-1.
- The Tibetan Empire in Central Asia. A history of the struggle for great power among Tibetans, Turks, Arabs, and Chinese during the Early Middle Ages. Princeton University Press, Princeton NJ 1987, ISBN 0-691-05494-0.
- als Herausgeber: Silver on Lapis. Tibetan literary culture and history. The Tibet Society, Bloomington IN 1987.